# SUPER RICH
『SUPER RICH』（スーパーリッチ）は、フジテレビ系「木曜劇場」枠で2021年10月14日から同年12月23日まで放送されたテレビドラマ。主演は本作がゴールデン・プライム帯の連続ドラマ初主演となる江口のりこ。

## あらすじ
氷河衛は幼い頃に両親を亡くすも、潤沢な遺産があったおかげで、大学時代に知り合った一ノ瀬亮とベンチャー企業『スリースターブックス』を立ち上げて成功し、女性起業家に贈られる“プラチナ・ウーマン・オブ・ザ・イヤー”の大賞を受賞するまでになっていた。
そんなある日、貧乏な専門学生・春野優がインターンとしてやって来る。彼との出会いが、会社の未来や衛の人生をも大きく変えていく。

## キャスト

### 主要人物
氷河衛（ひょうが まもる）
演 - 江口のりこ（幼少期：志水心音）
本作の主人公。「スリースターブックス」の共同CEO。大手IT企業「MEDIA社」での勤務を経て、大学時代に出会った一ノ瀬亮と共に「スリースターブックス」を設立した。幼少時から裕福な家庭で育ったが両親を飛行機事故により亡くし、お金はあるが愛に飢えた人生を過ごしてきた。のちに優と結婚する
春野優（はるの ゆう）
演 - 赤楚衛二（幼少期：村上秋峨)
アルバイトで生計を立てる専門学校生。「スリースターブックス」のインターン試験を受験する。貧しくも温かい家庭で過ごしてきた。のちに社員となり、さらにその後COOに就任する。のちに衛と結婚する

### スリースターブックス
衛が一ノ瀬と起業した電子書籍を手掛けるベンチャー企業。社内資料などでは「TSB」という略称も使用されている。オフィスビル「さくらヒルズ」の17階にオフィスを構えていたが、一ノ瀬の横領事件後に古い一軒家に拠点を移している。第9話では元あったさくらヒルズ17階に再移転している。

#### 社員
宮村空（みやむら そら）
演 - 町田啓太（幼少期：平野絢規、少年期：笠松基生）
衛を献身的に支える秘書的存在の社員。インターン生の世話係。誰よりも衛のことを尊敬し、周囲からは"忠犬"と呼ばれている。
東海林達也（しょうじ たつや）
演 - 矢本悠馬
技術責任者。会社の創業当時から衛を支えている。
鮫島彩（さめじま あや）
演 - 菅野莉央
マーケティング最高責任者。衛のことを心底慕っている。優秀なマーケターであり、高いコミュニケーション能力をもつ。のちに社内の福利厚生制度の策定でも大きな役割を果たす。
鬼頭流星（きとう りゅうせい）
演 - 嘉島陸
編集部で働く若手社員。沖縄県出身で、アロハシャツがトレードマーク。衛が編集部に現れるたびに緊張している。
碇健二（いかり けんじ）
演 - 古田新太
電子書籍編集長。ひょうひょうとした性格で、取り乱すことなく淡々と仕事をこなす。最高の職場環境を与えてくれた衛への恩義は忘れておらず、彼女とは特別な絆でつながっている。
今吉零子（いまよし れいこ）
演 - 中村ゆり
ファイナンス最高責任者。創業時からのメンバー。衛にとって初めてできた女友達。一ノ瀬の無理のある投資計画に疑問をもっている。
一ノ瀬亮（いちのせ りょう）
演 - 戸次重幸
共同CEO。衛とは大学時代に出会い、彼女が脱サラした後に、共同で「スリースターブックス」を設立した。投資に注力しているが、のちに業務上横領が発覚し、逮捕される。
城戸密（きど ひそか）
演 - 結木滉星（第5話 - ）
アルバイト。フランス語とタガログ語も堪能なトリリンガル。

#### インターン生
田中リリカ（たなか リリカ）
演 - 志田未来
プライド高き高学歴大学生。強い度胸をもっており、全会一致で採用された。のちに社員となる。
豪徳尊（ごうとく たける）
演 - 板垣瑞生
明朗快活な性格の大学生。インターンの盛り上げ役。のちに情報を漏洩しインターンをクビになり、株のデイトレーダーに転身する。
高橋みゆ（たかはし みゆ）
演 - 野々村はなの
クールな性格の大学生。

### その他
島谷聡美（しまたに さとみ）
演 - 松嶋菜々子
IT企業「MEDIA社」の取締役。衛の元上司であり、恩人。
小村勉（こむら つとむ）
演 - 大村わたる
ラーメン屋→三日月モバイル社員→会計士→スリースターブックスCTO

### 優の関係者
春野桜（はるの さくら）
演 - 美保純
優の母。栃木県にある家族経営の工場を出稼ぎの夫に代わり、一人で切り盛りしている。
春野真子（はるの まこ）
演 - 茅島みずき（幼少期：前田織音）
優の妹。しっかり者の高校生。
春野良次（はるの りょうじ）
演 - 上島竜兵（ダチョウ倶楽部）（第5話・第9話・最終話）
優の父。「春野印刷」という小さな印刷工場を営むが、工場経営だけでは家計を成り立たせられず、足しにするために出稼ぎを行っている。

### ゲスト
第1話
小門真知子（こもん まちこ）
演 - 遊井亮子
「メンタルヘルス Xクリニック」の精神科医。
第3話
北別府恵子（きたべっぷ けいこ）
演 - 松田美由紀（最終話）
漫画家。「北別府K」の名で執筆活動を行っている。
飯田昌幸（いいだ まさゆき）
演 - 飯田基祐（最終話）
投資家。「スリースターブックス」に条件付きで5000万円の出資を申し出る。
飯田愛羅（いいだ あいら）
演 - 水島麻理奈（第8話）
昌幸の娘。
第4話
宍戸和樹（ししど かずき）
演 - 川瀬陽太（第10話）
「日の出出版」社員。空が「日出広告」に勤めていた時の上司。空に対し、パワハラを働いていた。
第5話
森ノ宮大吾（もりのみや だいご）
演 - 矢野聖人（第6話 - ）
携帯会社「三日月モバイル」の社長。新たにフォレストモバイルを設立し、スリースターブックスとコラボする。
大河一郎（おおかわ いちろう）
演 - 田山涼成（第6話 - ）
携帯会社「三日月モバイル」の専務。
産婆
演 - 吉田幸矢
回想。春野良次におんぶしてもらっていた。
第6話
森ノ宮昭三（もりのみや しょうぞう）
演 - 辰巳琢郎
モバイル業界最大手「満月モバイル」社長。
氷河多恵子（ひょうが たえこ）
演 - 赤座美代子
衛の祖母。
第7話
野田英次郎（のだ えいじろう）
演 - 山口勝平（最終話）
人気漫画家。『スリースターブックス』の電子書籍部門の一大プロジェクトの中心となる人物。
矢野（やの）
演 - 宮崎吐夢
和泉出版社編集長。
牧村（まきむら）
演 - 石井正則
和泉出版社役員。
加藤（かとう）
演 - 森下能幸
藤田秀一郎の名で野田英次郎そっくりの漫画を描く。
第9話
中村中子（なかむら なかこ）
演 - 佐々木春香
達也がコミックマーケットで発見し、作家としての才能に惚れ込んだ漫画家。
第10話
木島桃子（きじま ももこ）
演 - 瀬戸カトリーヌ
森のこころクリニック・精神科医師。空のセラピーを担当。
最終話
黒川弘大（くろかわ こうだい）
演 - 斉藤陽一郎
株式会社MEDIA　経営企画戦略室長。スリースターブックスへのTOBを担当。

## スタッフ
- 脚本 - 溝井英一デービス[29]
- 脚本協力 - 杉原憲明、中園勇也
- 演出 - 三橋利行、平野眞、相沢秀幸、阿部雅和[29]、下畠優太
- 音楽 - fox capture plan[29]
- 主題歌 - 優里「ベテルギウス」（ソニー・ミュージックレーベルズ）[30]
- プロデュース - 金城綾香[5]、栗原彩乃
- 制作著作 - フジテレビ 第一制作部

## 放送日程
| 各話                                                                        | 放送日   | サブタイトル                                  | 演出     | 視聴率 |
| --------------------------------------------------------------------------- | -------- | --------------------------------------------- | -------- | ------ |
| 第1話                                                                       | 10月14日 | 金持ち女社長、人生最大の大失敗!               | 三橋利行 | 7.8%   |
| 第2話                                                                       | 10月21日 | あと1億足りない!救いの女神が降臨?             | 平野眞   | 7.3%   |
| 第3話                                                                       | 10月28日 | ゼロからの再出発!狙え、大逆転の秘策           | 相沢秀幸 | 7.6%   |
| 第4話                                                                       | 11月04日 | 過去と決別出来るか…!五千万稼ぐ方法            | 阿部雅和 | 6.7%   |
| 第5話                                                                       | 11月11日 | 新章に突入…舞台は1年後へ!優の変身             | 三橋利行 | 7.0%   |
| 第6話                                                                       | 11月18日 | 衛の過去が明らかに…優の奮闘！大博打は何賭ける | 三橋利行 | 6.3%   |
| 第7話                                                                       | 11月25日 | 裏切り者は誰だ!?衝撃のラストカット            | 平野眞   | 5.3%   |
| 第8話                                                                       | 12月2日  | 第二章完結!会社が解散!?優の行く末             | 阿部雅和 | 7.1%   |
| 第9話                                                                       | 12月9日  | 最終章突入!上場前の大惨事!夫婦の亀裂と優の涙  | 下畠優太 | 6.5%   |
| 第10話                                                                      | 12月16日 | 最終回直前!最後の裏切りか…空の覚悟            | 平野眞   | 6.5%   |
| 最終話                                                                      | 12月23日 | 社長退任!?最後に分かる幸せのカタチ            | 三橋利行 | 6.6%   |
| 平均視聴率 6.9%（視聴率はビデオリサーチ調べ、関東地区・世帯・リアルタイム） |          |                                               |          |        |

- 初回は22時8分開始・15分拡大（22時8分 - 23時17分）[12]。
- 第7話は「SMBC日本シリーズ2021　ヤクルト×オリックス」中継の延長のため、35分繰り下がり（22時35分 - 23時29分）[33]